# Architettura romanica nel Canavese

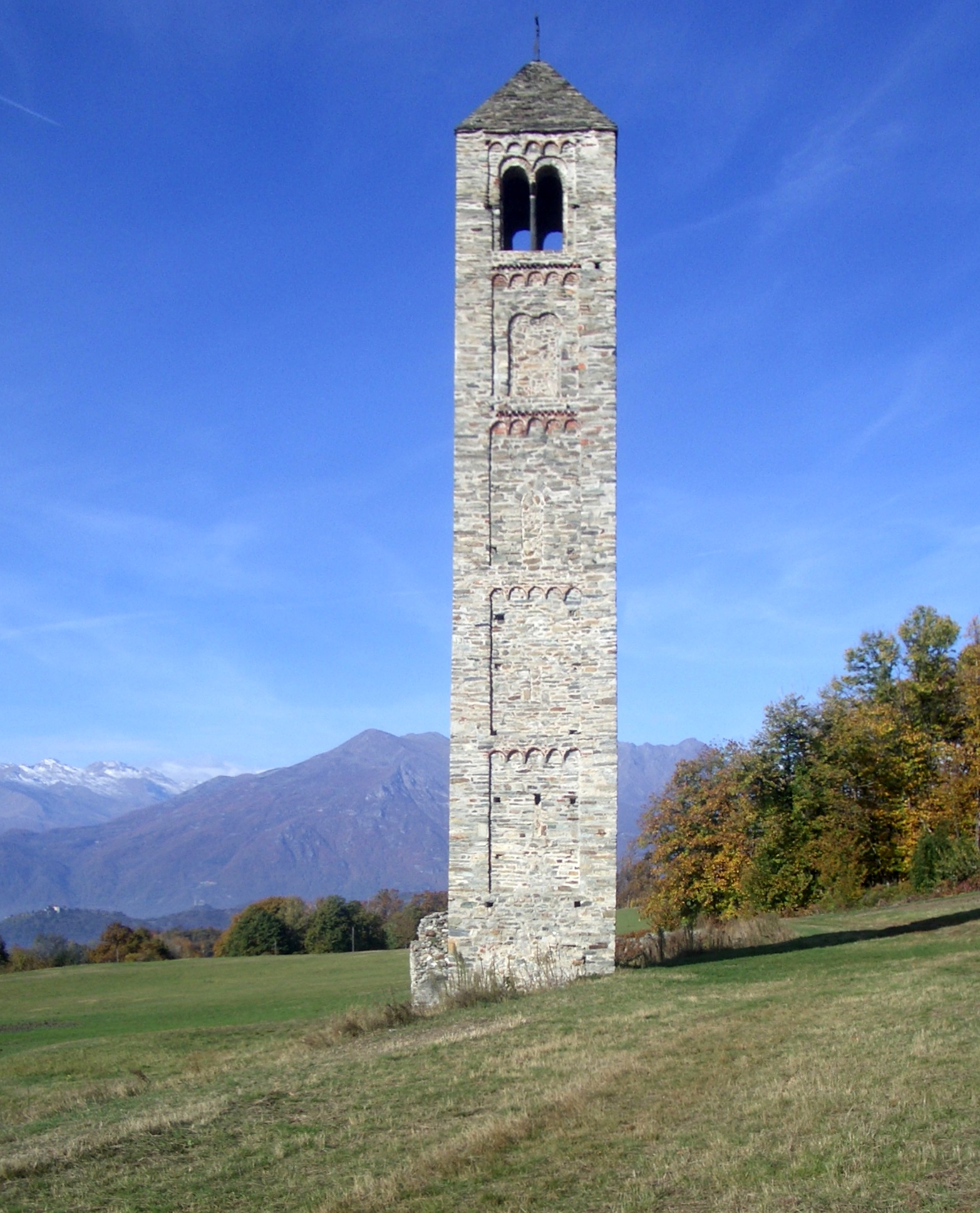
Bollengo, Campanile di San Martino (popolarmente detto Ciocaron)

L'architettura romanica nel Canavese è rappresentata soprattutto dalle vestigia più antiche di importanti edifici religiosi, quali il duomo di Ivrea e l'abbazia di Fruttuaria, nonché da un ampio repertorio di chiese di modeste dimensioni (talvolta superstiti solo nel loro campanile) che sorgono suggestivamente in luoghi isolati di campagna o sulle colline moreniche che caratterizzano il paesaggio canavesano.
Tale complesso di chiese plebane e di superstiti torri campanarie, per quanto manifestazione di un'arte romanica minore, trova interesse come testimonianza di quel fervore di costruzioni che, assieme alla diffusione dei pellegrinaggi, caratterizzò lo sviluppo economico e sociale dopo l'anno Mille.

## Il contesto storico-culturale
La presenza nel Canavese di un vasto patrimonio di edifici religiosi in stile romanico (che risalgono in massima parte ai secoli XI e XII) assume una particolare risonanza nell'immaginario popolare in virtù della lettura in chiave romantica che, a partire dal XIX secolo, è stata data al Medioevo,, lettura che collega tali edifici a specifiche e suggestive vicende storiche.
Vi sono, innanzi tutto, le vicende politiche e belliche che, attorno all'anno 1000, videro come protagonista re Arduino d'Ivrea: parlano di tali gesta e della sua leggenda numerosi edifici: il duomo di Ivrea che fu al centro degli asperrimi scontri con il vescovo Warmondo; l'abbazia di Fruttuaria, a San Benigno Canavese, alla quale Arduino fu legato in vita da rapporti di patronato e in cui riposarono a lungo le sue spoglie mortali; la roccaforte e la chiesa di Santa Croce a Sparone, dove nel 1004 tenne testa alle truppe imperiali di Enrico II di Germania.
Oltre a ciò, gioca in favore del diffuso interesse per quanto sopravvive delle chiese romaniche la suggestione connessa, anche nel Canavese, all'esplosione di interesse (e il tentativo di messa in valore sul piano turistico) della Via Francigena, che evoca i lunghi e pericolosi viaggi dei pellegrini in marcia devozionale verso Roma; pellegrini che, proprio nelle abbazie e nelle chiese del tempo, potevano trovare rifugio per la notte.
La Via Francigena che, dall'altro versante delle Alpi, entra in Italia dal colle del Gran San Bernardo, percorre la valle d'Aosta, entra nel Canavese a Carema e, seguendo a mezza costa il corso della Dora Baltea, giunge ad Ivrea per continuare verso il lago di Viverone, Roppolo, Cavaglià e Santhià. Apposite segnalazioni indicano oggi le numerose superstiti chiese romaniche che si incontrano lungo quello che poteva essere il tracciato di tale via.

## Profilo architettonico
Sotto il profilo architettonico le chiese e le pievi romaniche in terra di Canavese ubbidiscono al modello basicale con la facciata a capanna, l'interno ad una o a tre navate culminanti in absidi semicircolari. Uno degli esempi più eleganti e meglio conservati è rappresentato dalla chiesa di San Secondo a Magnano.
Non mancano tuttavia strutture architettoniche differenti come la Pieve di San Lorenzo a Settimo Vittone a pianta centrale cruciforme Alquanto originale è anche la struttura del cosiddetto Gesion, chiesa ormai ampiamente diroccata posta nel territorio di Piverone, la cui unica navata è interrotta da un tramezzo con tre archi sostenuti da due colonne che separa la zona presbiteriale.
Un elemento architettonico peculiare, che si riscontra con una qualche frequenza nelle chiese romaniche canavesane – elemento che mette in evidenza la contigiutà culturale con la Francia – è il cosiddetto clocher – porche, vale a dire la costruzione in facciata del campanile, alla cui base si apre un vestibolo che funge da ingresso alla chiesa. Si tratta di una soluzione alquanto rara in area padana e che, invece, si riscontra nel Canavese con una certa frequenza: a Lugnacco (chiesa parrocchiale della Purificazione di Maria Vergine), a Chiaverano (chiesa di Santo Stefano in Sessano) e in altre località.

## Le chiese

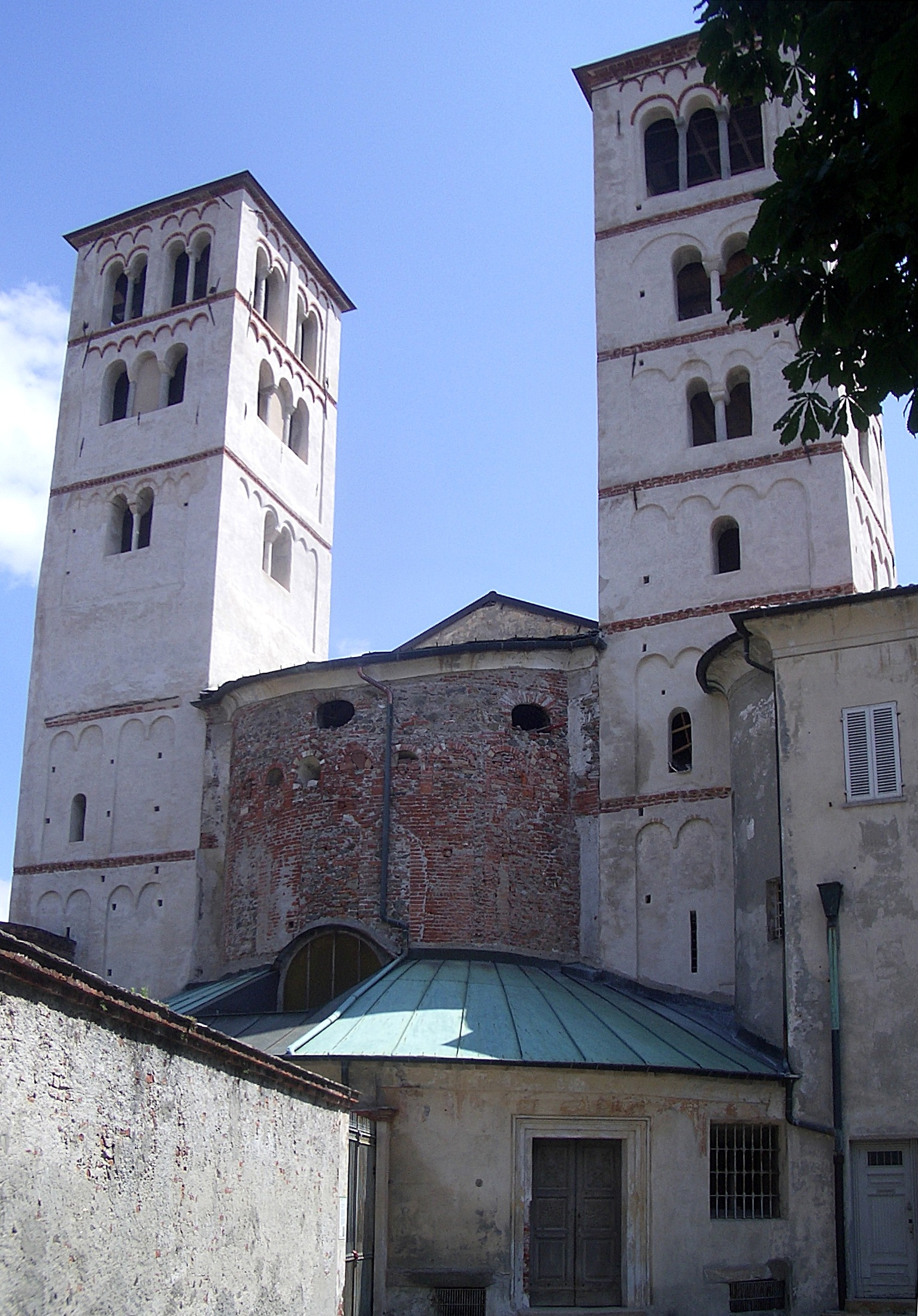
Duomo d'Ivrea, abside e torri campanarie

### Il duomo di Ivrea
La decisione di costruire una nuova cattedrale sulle antiche fondamenta di precedenti luoghi di culto fu assunta dal vescovo Warmondo verso la fine del X secolo; i lavori proseguirono nel corso dell'XI secolo realizzando un'importante cattedrale romanica a pianta longitudinale con tre navate.
Di tale antica cattedrale -nonostante le trasformazioni barocche e la facciata neo classica- sono oggi visibili cospicue tracce: il muro esterno dell'abside, ai cui lati si ergono le due torri campanarie ornate di monofore, bifore e trifore, il deambulatorio e la cripta, più volte ampliata. Sono sopravvissuti altresì, poco discosti dall'abside, alcuni archi sostenuti da esili colonne appartenenti all'antico Chiostro dei Canonici.
Un importante frammento di mosaico raffigurante le Arti liberali (XII secolo), posto oggi nel vicino Seminario Vescovile proviene, con tutta probabilità, dall'antico pavimento del coro del duomo.

### L'abbazia di Fruttuaria

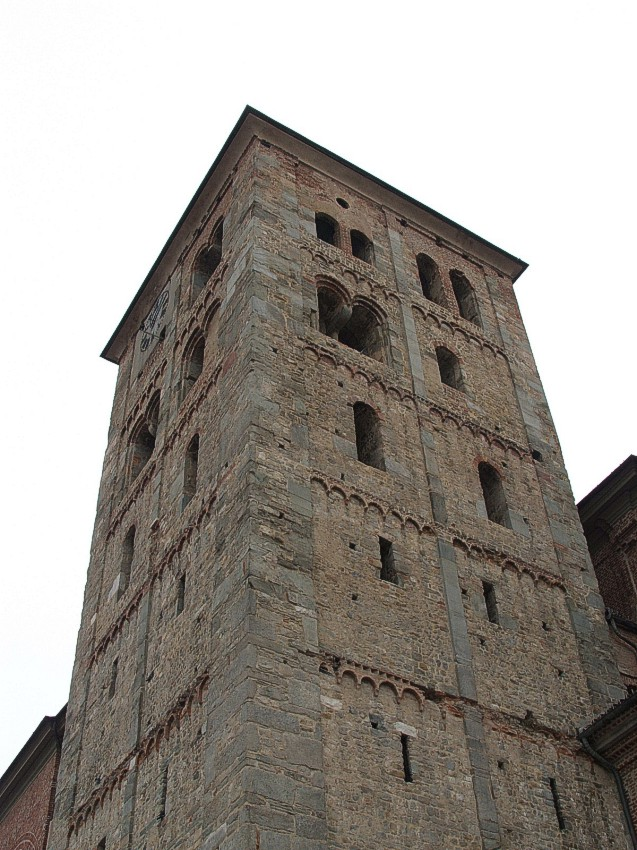
Abbazia di Fruttuaria, il campanile

L'abbazia benedettina di Fruttuaria fu fondata nel 1003 nel territorio di San Benigno Canavese dall'abate Guglielmo da Volpiano, che fu anche insigne figura di architetto, attivamente impegnato tra Francia e Italia nell'edificazione di edifici religiosi appartenenti al proprio ordine.
La chiesa e il complesso abbaziale hanno subito nei secoli profonde trasformazioni che, delle vecchie strutture, hanno lasciato intatto solo il massiccio campanile, quasi un simbolo della solidità dell'ordine monastico. Sappiamo che esso funzionò da prototipo dell'architettura benedettina in area padana.
Accurati scavi archeologici avviati alla fine degli anni settanta del secolo scorso hanno consentito di riportare alla luce, sotto il piano pavimentale, resti della struttura originale progettata da Guglielmo. Si sono potuti altresì recuperare resti della originale pavimentazione musiva che sorprende per la raffinatezza dei disegni fantastici e la delicatezza dei colori.

### La Torre di Santo Stefano ad Ivrea

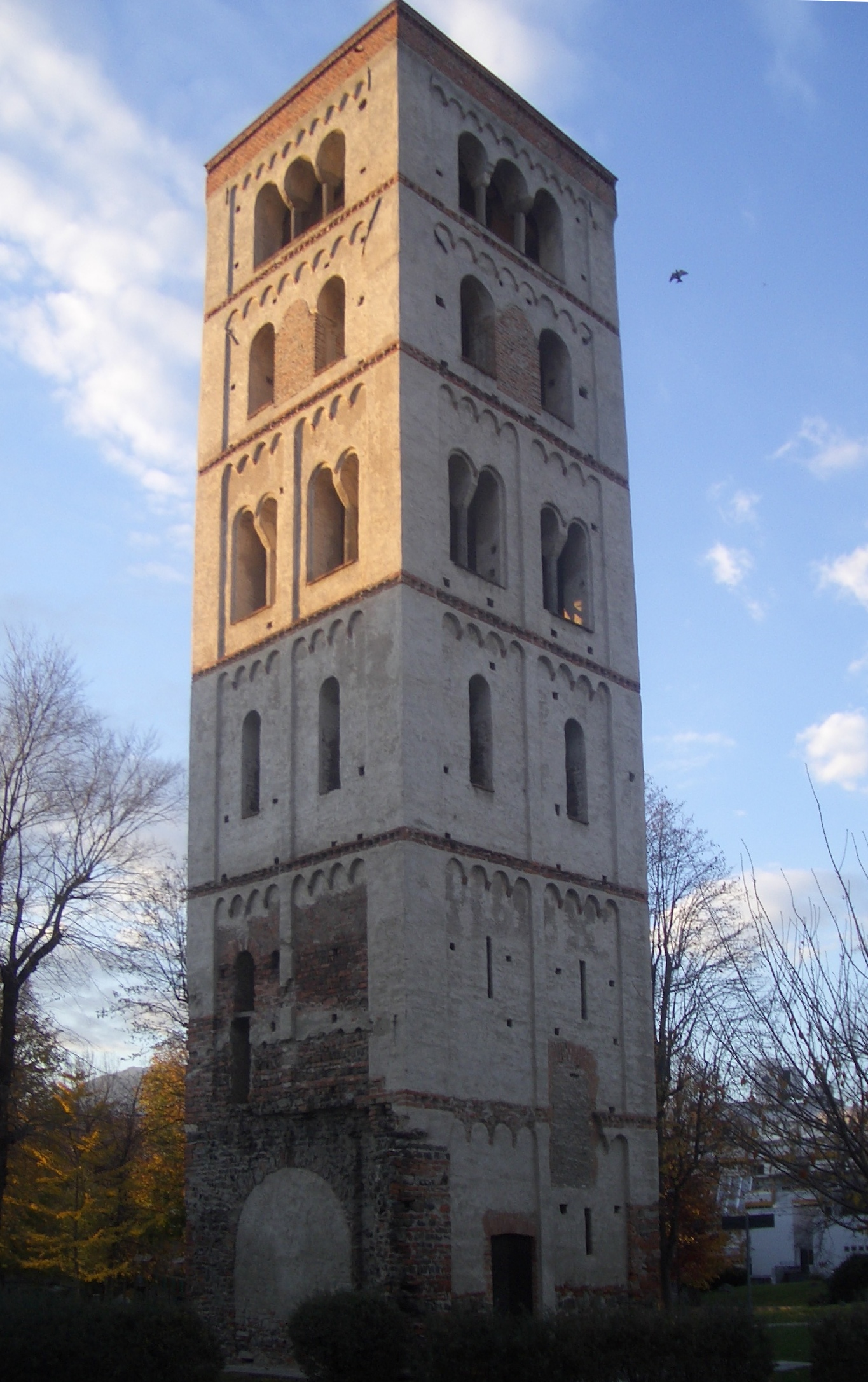
Ivrea, Torre di S. Stefano

Oltre alle parti sopravvissute della cattedrale warmondiana, esistono ad Ivrea altre testimonianze dell'architettura romanica: il campanile originale della chiesa di Sant'Ulderico (ora inglobato nella chiesa), la Cappella dei Tre Re presso il Santuario di Monte Stella e, soprattutto, la Torre di Santo Stefano, superstite vestigia dell'omonima abbazia benedettina costruita verosimilmente a partire da 1044.
La chiesa andò distrutta nel 1558 per mano dell'esercito francese al fine di poter fortificare le mura della città; il resto del monastero fu abbattuto nel 1757 per far posto ai giardini dell'allora palazzo del conte Baldassarre Perrone.
Il bel campanile superstite è costruito in basso in laterizi e conci di pietra e, più in alto, in solo laterizi per diminuirne il peso; è ornato al culmine di ogni ripiano da archetti pensili in cotto e illuminato attraverso una teoria di monofore, bifore e trifore che conferiscono eleganza al suo aspetto. Palese è l'influenza del modello della torre campanaria dell'abbazia di Fruttuaria, essendo stato l'antico monastero benedettino di Santo Stefano una filiazione diretta di tale abbazia.

### La chiesa di Santa Croce a Sparone

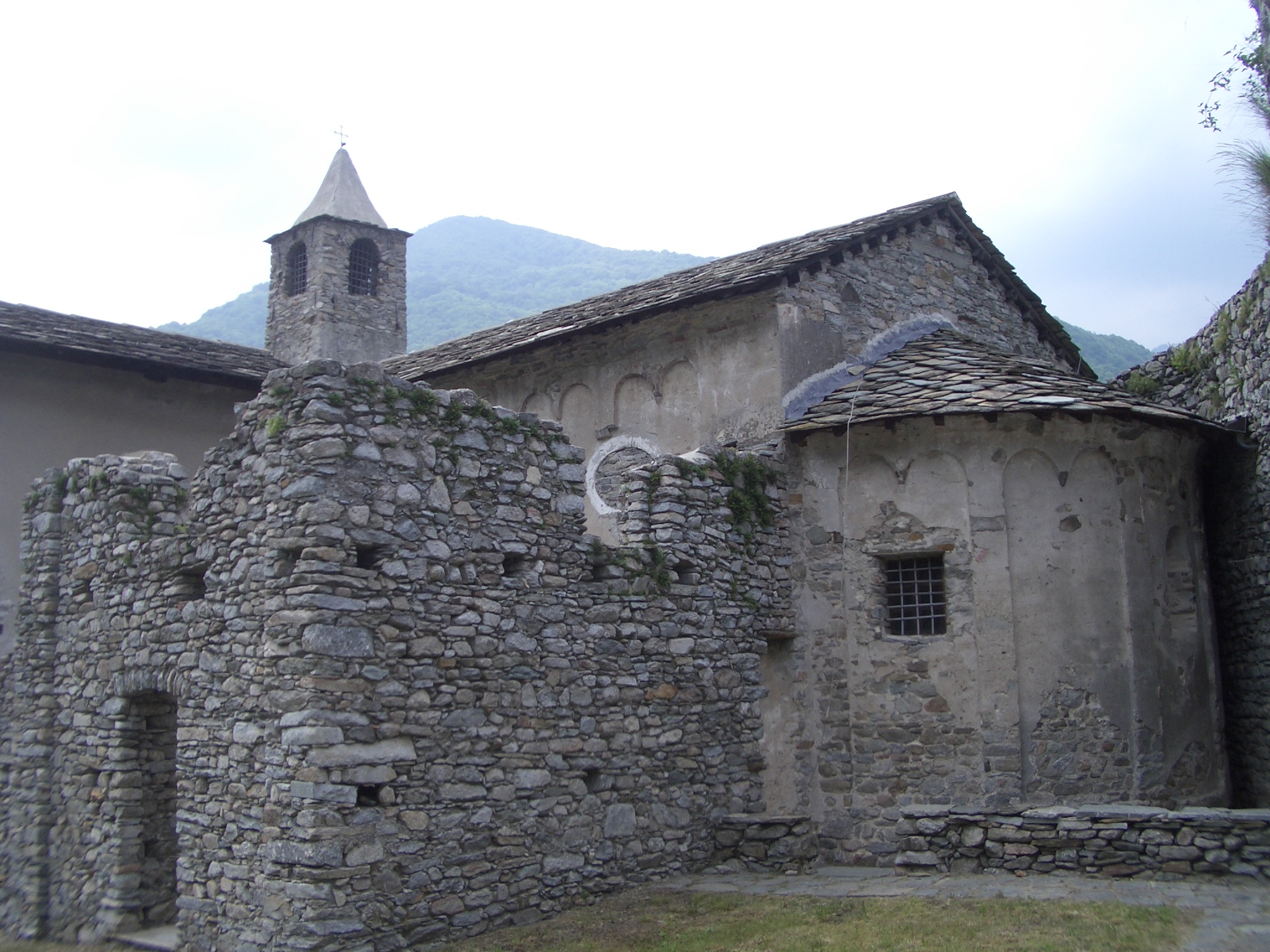
Sparone, chiesa di Santa Croce

La chiesa di Santa Croce sorge sulla Rocca di Sparone ove esisteva, già prima dall'anno 1000, l'antico castrum che, secondo la tradizione, vide nel 1004 Re Arduino sostenere con successo l'assedio delle truppe dell'imperatore Enrico II di Germania.
Del castello e delle antiche fortificazioni rimangono solo suggestive rovine, all'interno delle quali è situata -unico edificio integro- la chiesa romanica di Santa Croce. L'aspetto della chiesa è alquanto sobrio: il suo fianco sinistro è addossato alle mura perimetrali della rocca; l'abside e il fianco destro sono decorati con lesene intervallate da archetti pensili binati, elementi tipici, almeno dall'XI secolo, dallo stile romanico.
La primitiva architettura romanica della chiesa venne modificata, senza tuttavia essere stravolta, negli anni successivi. Recenti lavori di restauro hanno riportato alla luce, nel catino absidale, importanti affreschi gotici databili verso la fine del Trecento.

### La pieve di San Lorenzo a Settimo Vittone

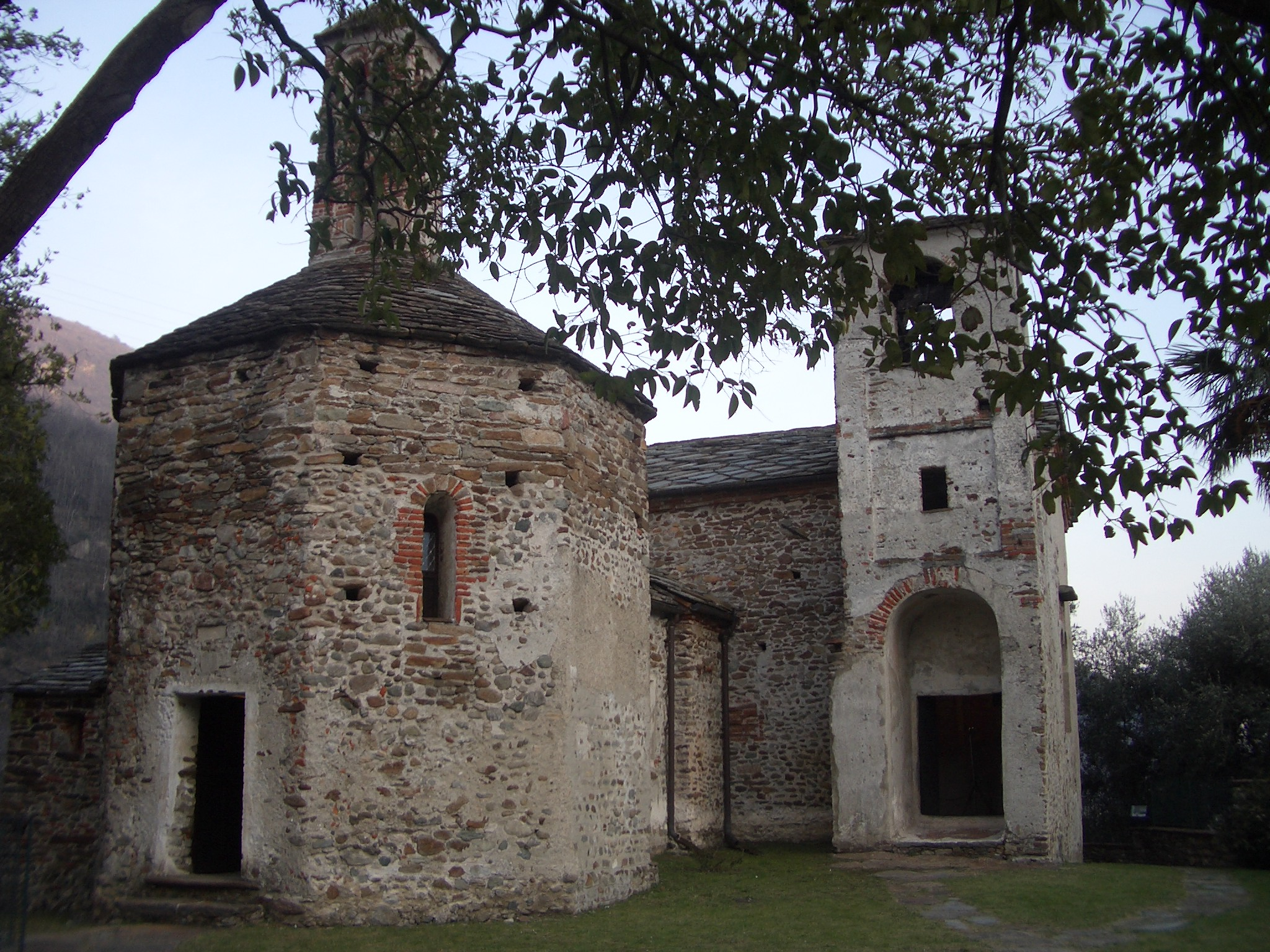
Settimo Vittone, pieve di San Lorenzo

Il complesso paleocristiano formato dalla pieve di San Lorenzo e dal battistero di San Giovanni Battista a Settimo Vittone , rappresenta una delle vestigia più antiche del Canavese, risalente verosimilmente alla seconda metà del IX secolo.
Posta in posizione elevata rispetto al paese e al corso della Dora Baltea, la pieve e l'annesso battistero, dovevano costituire, nel medioevo, una tappa importante per viaggiatori e pellegrini che si muovevano lungo la via Francigena.
Il battistero e la pieve, sorti in piena età carolingia, costituiscono uno dei principali esempi di architettura "pre-romanica" in Piemonte. Sono costruiti essenzialmente con ciottoli e schegge di pietra locale; le coperture sono quasi interamente realizzati con le caratteristiche lose (lastre naturali di pietra). 
 
Il battistero presenta una pianta ottagonale ed è coperto da una volta a spicchi. Il campanile in laterizi, posto sopra la volta, costituisce manifestamente un'aggiunta più tarda (probabilmente nel XIII secolo). Successiva è anche l'abside rettangolare che si fuoriesce dal perimetro ottagonale, con funzione di presbiterio del battistero.
In origine, come per altre costruzioni simili, il battistero doveva essere staccato dalla chiesa; più tardi si costruì, sul lato sud, un passaggio che lo unisce ad essa. La pieve, ad aula unica, presenta una pianta a croce latina, con tre cappellette, con volte a botte, che si aprono nell'area presbiteriale. Vi si entra attraverso il campanile che si appoggia alla navata, costruito anch'esso in epoca più tarda (forse XIII secolo), annullando contemporaneamente l'ingresso primitivo.

### Il "Gesiùn" a Piverone

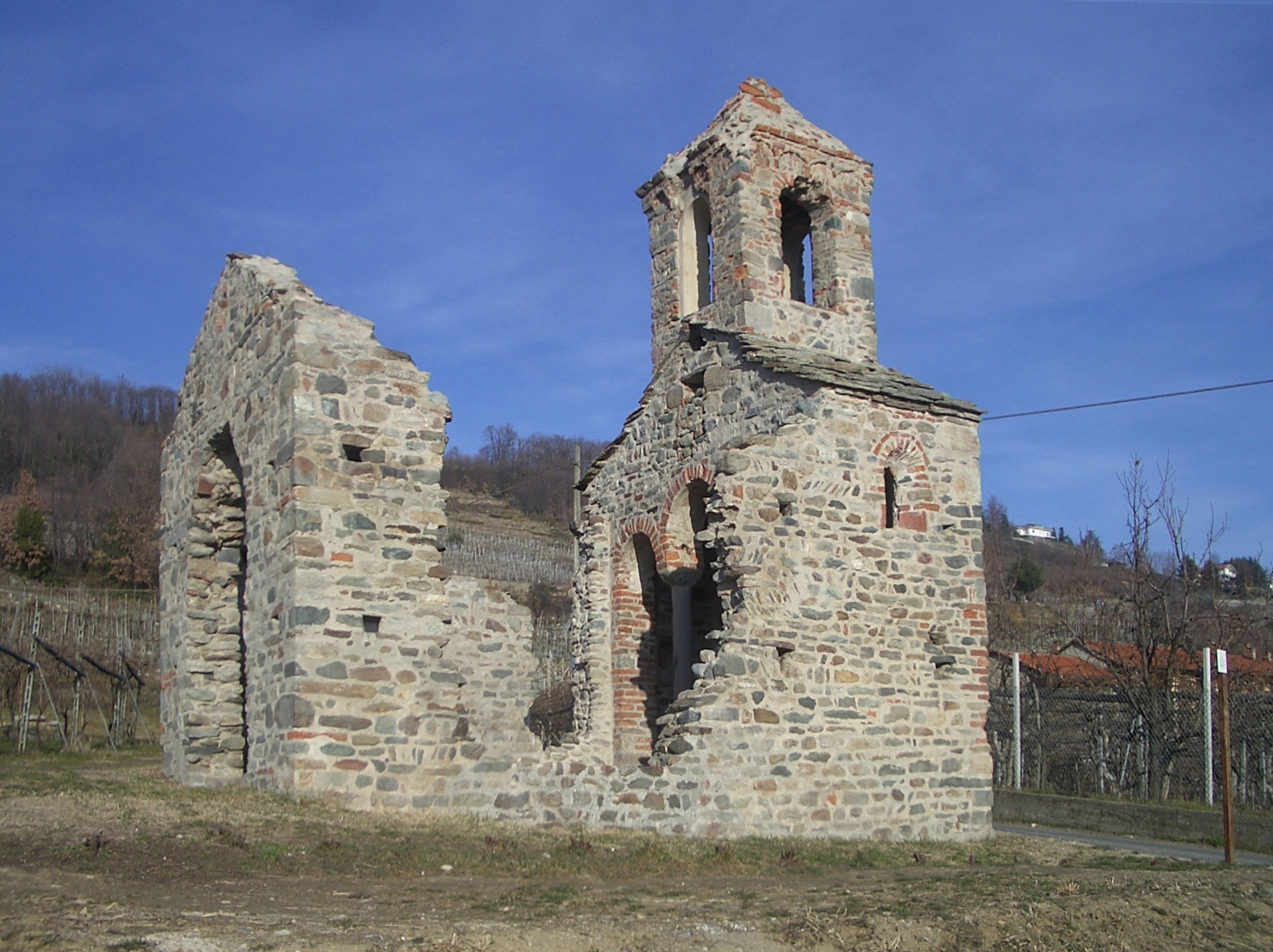
Il Gesiùn a Piverone

Le rovine dell'edificio sacro comunemente noto col nome dialettale di Gesiùn (letteralmente "chiesona", a dispetto delle modeste dimensioni dell'edificio) sorgono completamente isolate ad est dell'abitato di Piverone, in località Torrone, all'incrocio di due stradine di campagna in mezzo a vigneti e campi coltivati. Per le sue caratteristiche architettoniche il Gesiùn rappresenta una delle testimonianze più singolari, e anche anomale, dell'architettura romanica nel Canavese e sicuramente uno dei punti più suggestivi del tratto canavesano della via Francigena.
Non si hanno notizie storiche sull'origine della chiesa; alcune caratteristiche architettoniche dell'edificio portano a collocare la datazione tra la fine del X e la metà dell'XI secolo, altre - in particolare la struttura con colonnine e archi (triforium) che divide la navata dal presbiterio - fanno pensare a una datazione ancora più antica.

### Il battistero di San Ponso

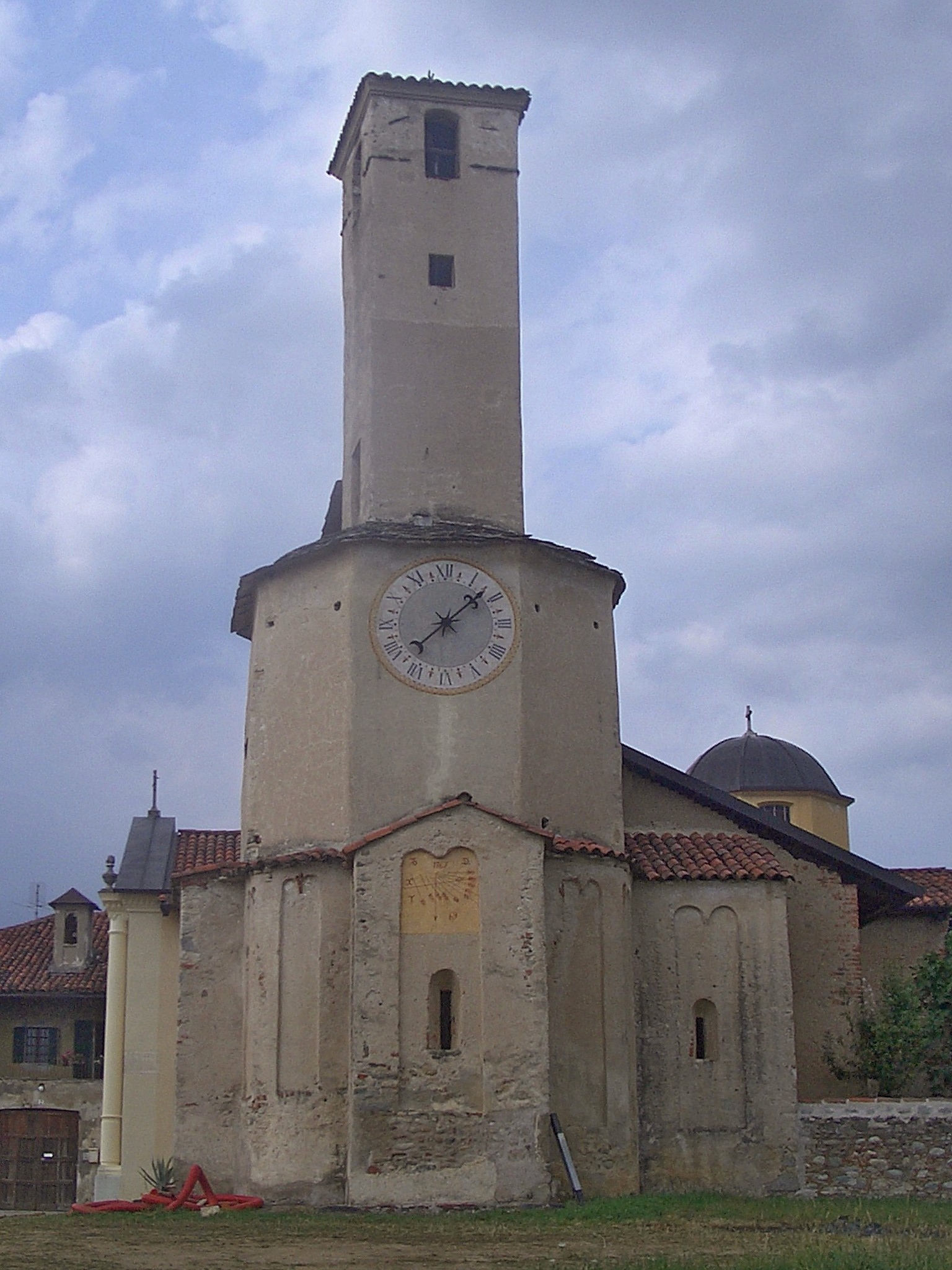
Battistero di San Ponso

Il battistero presenta un aspetto architettonico alquanto inconsueto, con la sua forma esageratamente slanciata a causa dell'alto campanile posto sulla cupola.
L'edificio è a pianta ottagonale con lati di diversa lunghezza; su di essi si aprono otto absidi alternativamente a sezione rettangolare e semicircolare. Le mura sono alquanto poderose, con uno spessore quasi ovunque superiore al metro.
Su tale massiccia struttura si erge un tiburio che sostiene una cupola emisferica con copertura esterna a lose (pietre piatte e sottili). La soluzione architettonica adottata (caratterizzata dall'alternanza di absidi rettangolari e semicircolari e dalla presenza di un tiburio a pianta ottagonale) mostra marcate similitudini con soluzioni lombarde (in particolare con il battistero di Lomello). L'alto campanile posto sopra la cupola rappresenta una curiosa aggiunta del 1585, incongrua con lo stile romanico. 

L'aspetto del battistero è assai rustico: gli unici motivi decorativi sono rappresentati da coppie di archetti su lesene, di dimensioni alquanto irregolari; le finestre hanno profonde strombature, che danno vita ad un'apertura a feritoia.

### Ilclocher – porchedella parrocchiale di Lugnacco

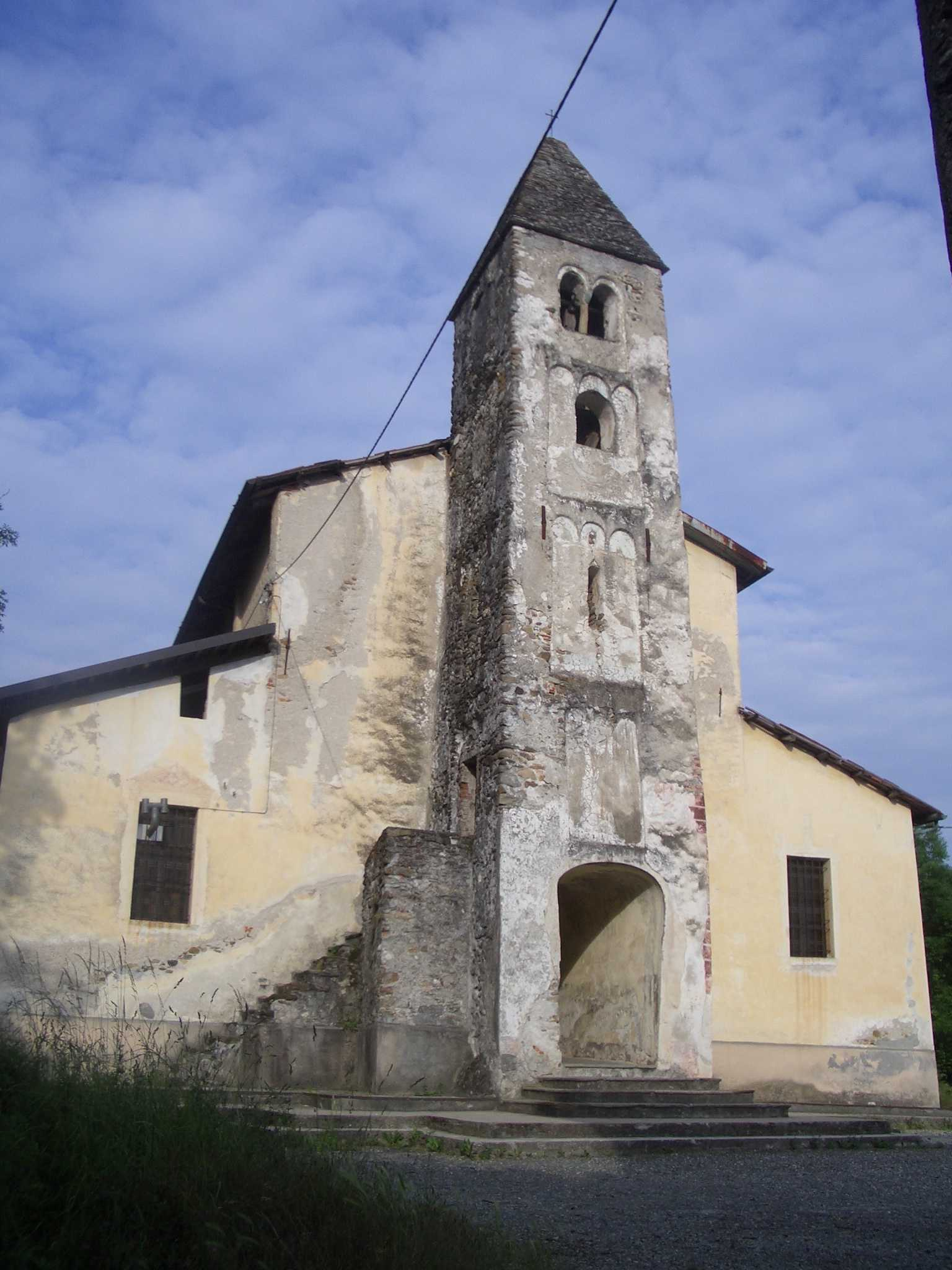
Parrocchiale della Purificazione di Maria Vergine

La soluzione architettonica del cosiddetto clocher – porche, vale a dire la costruzione in facciata del campanile, alla cui base si apre un vestibolo che funge da ingresso alla chiesa, è alquanto diffusa nel Canavese. Oltre alla pieve di San Lorenzo a Settimo Vittone, troviamo soluzioni analoghe a Chiaverano, a Bollengo, a Pecco.
La chiesa parrocchiale della Purificazione di Maria Vergine (ovvero Santa Maria della Candelora) sorge isolata a poca distanza dal centro di Lugnacco, nei pressi del cimitero; essa costituisce l'edificio di culto più antico della Valchiusella, realizzato verosimilmente sui resti di un tempio pagano. Il campanile romanico in pietra, che sporge dalla superficie della facciata, risale all'XI secolo; è suddiviso in cinque ripiani con rustiche aperture e decorazioni con motivi di archetti pensili.
L'attuale corpo della chiesa – con interno a tre navate, quella centrale con volta a botte, le due laterali con volte a crociera, tutte prive di absidi- è stato realizzato successivamente, sempre in epoca medievale. Sono tuttora visibili sulla parete esterna della navata nord, verso il bosco, resti del muro della primitiva chiesa.

### La chiesa di Santo Stefano del Monte a Candia Canavese

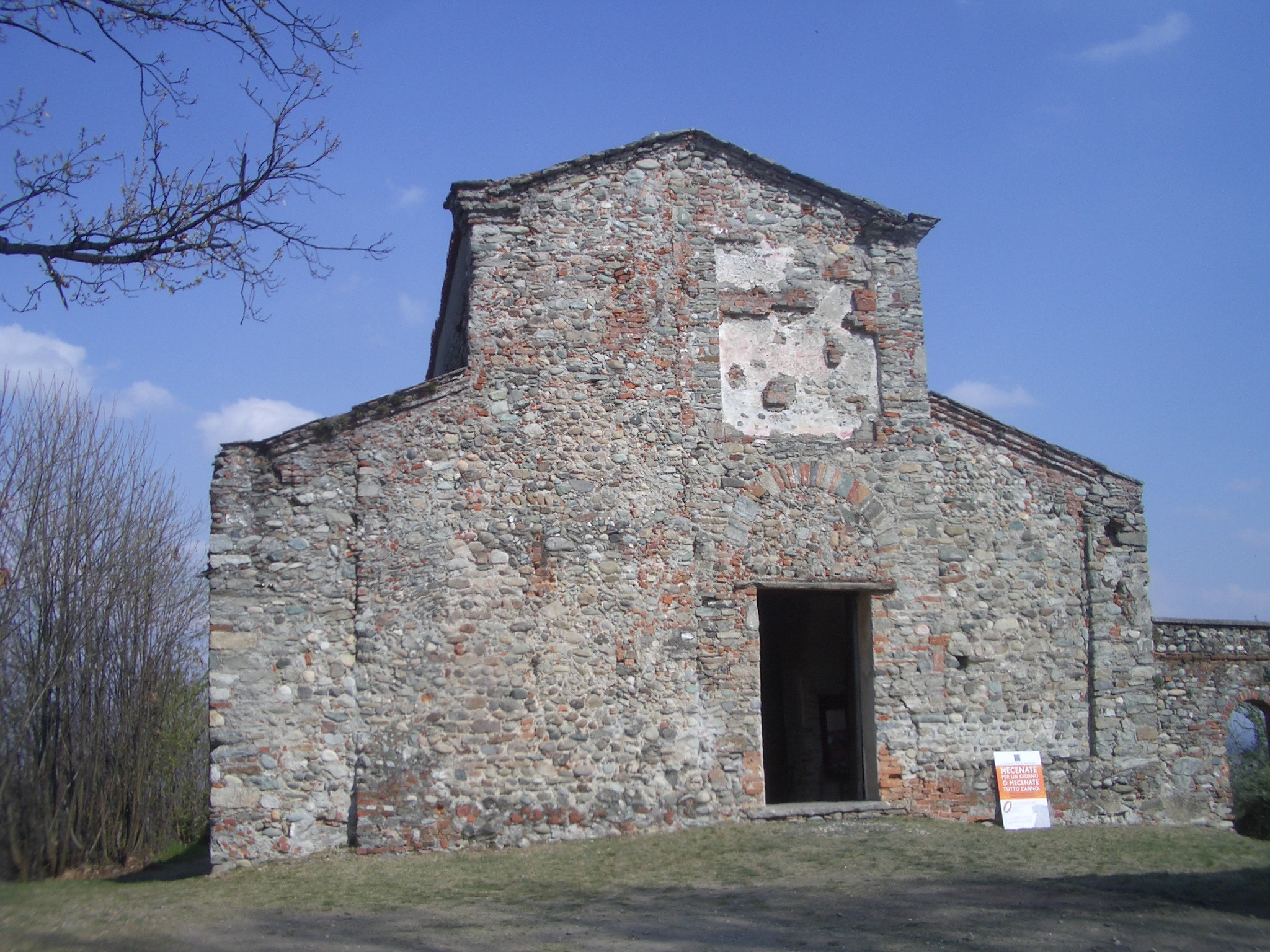
Candia Canavese, chiesa di Santo Stefano del Monte

La chiesa di Santo Stefano del Monte sorge, isolata, sulla cima di una collina che sovrasta l'abitato di Candia Canavese, in una posizione panoramica dalla quale si domina il bacino morenico canavesano, con il lago di Candia e la sovrastante dalla cerchia alpina.
Le prime notizie documentali sulla chiesa risalgono al 1177, in virtù di una bolla redatta in occasione del passaggio della chiesa e dell'annesso priorato in proprietà ai canonici dell'Ospizio dei Santi Nicolao e Bernardo di Monte Giove (Gran San Bernardo). Alcuni storici ipotizzano che verso il 1100 la chiesa fosse un priorato benedettino di Fruttuaria.
La chiesa ha una struttura in mattoni e ciottoli di fiume e un aspetto alquanto spoglio. La facciata a salienti lascia intuire, all'interno, la presenza di tre navate. All'esterno, lungo i fianchi della chiesa, corre una decorazione ad archetti pensili in cotto posta in prossimità della copertura. La parte posteriore mostra un'abside che chiude la navata centrale. La costruzione risponde ai canoni classici dell'architettura romanica, impiegati anche in chiese campestri: la forma absidale a tre navate trova corrispondenza in altre chiese coeve presenti in zona, come di San Secondo a Magnano, San Giacomo della Bessa a Sala Biellese.

### La chiesa di Santo Stefano di Sessano a Chiaverano

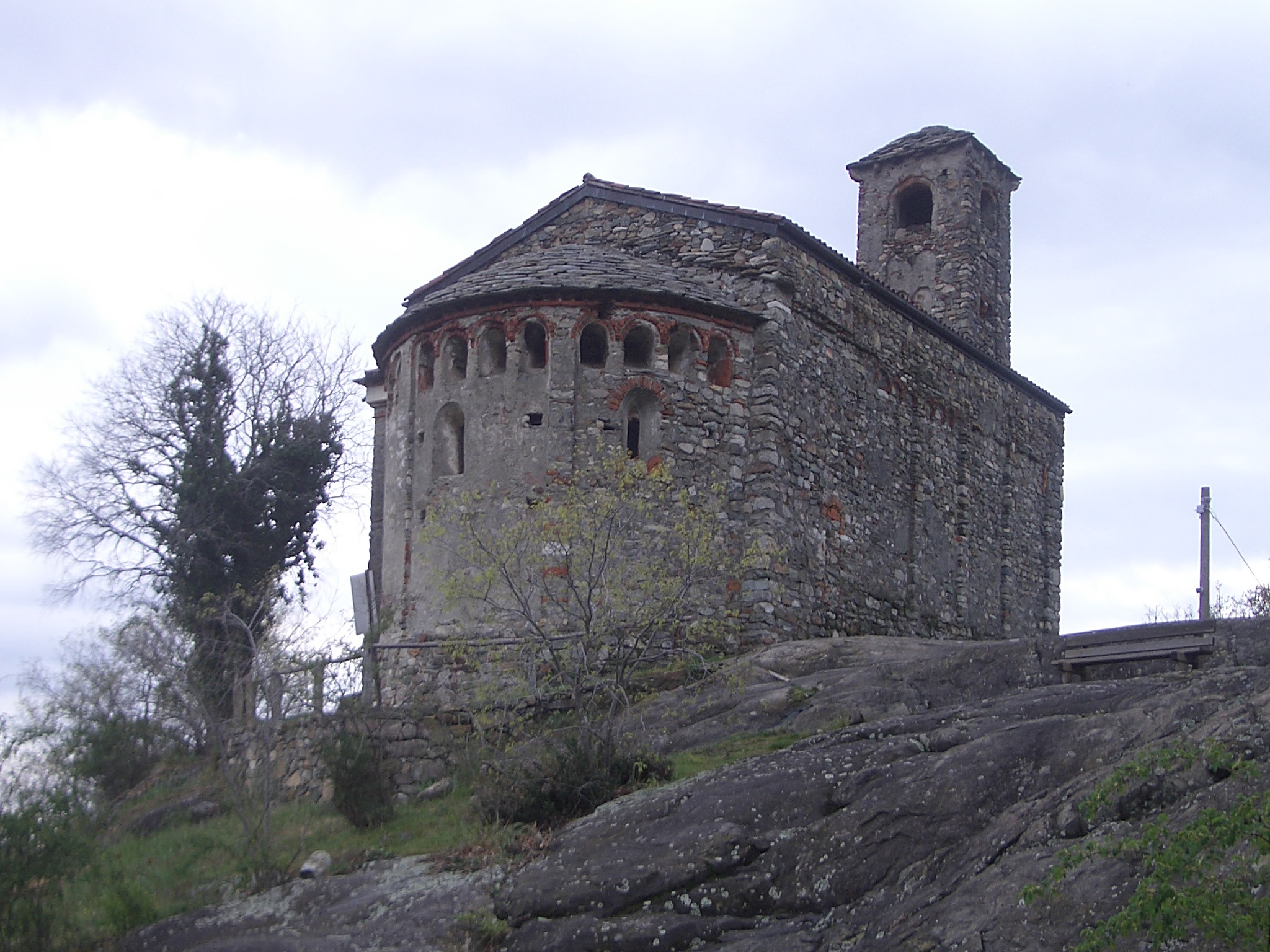
Chiesa di Santo Stefano di Sessano

La chiesetta romanica dedicata a Santo Stefano ("Sancti Stephani de Sexano") nel comune di Chiaverano sorge isolata ove un tempo si trovava l'abitato di Sessano, in una località alquanto suggestiva con grandi massi dioritici che affiorano nel suolo e, sullo sfondo, i boschi che ricoprono le pendici dell'Anfiteatro morenico di Ivrea.
Costruita nell'XI secolo, la chiesa rappresentava il luogo di culto per gli abitanti dell'antico abitato di Sessano che si spopolò già nel XIII secolo. Assai suggestiva, dall'esterno, è la veduta dell'abside decorata con una serie di nicchiette cieche. In facciata presenta la soluzione del clocher porche, alquanto diffusa nel Canavese.
La chiesa custodisce al suo interno un ciclo di affreschi databili alla metà dell'XI secolo che, per quanto compromessi dal tempo e dall'incuria, rappresenta verosimilmente il momento più alto dell'arte romanica in Canavese.

## Elenco chiese romaniche del Canavese
- Andrate, Chiesa di Santa Maria, torre campanaria
- Baldissero Canavese, Pieve di Santa Maria di Vespiolla;
- Bollengo, Chiesa dei Santi Pietro e Paolo in Pessano;
- Bollengo, Campanile di San Martino in Paerno;
- Burolo, Chiesetta di Santa Maddalena;
- Busano, Abside della chiesa parrocchiale di San Tommaso
- Candia Canavese, Chiesa di Santo Stefano del Monte;
- Canischio, Campanile della chiesa di San Lorenzo;
- Castellamonte, Campanile in piazza Martiri (rimaneggiato nella parte alta);
- Chiaverano, Chiesa di Santo Stefano di Sessano;
- Cirié, Chiesa di San Martino di Liramo;
- Favria, chiesa di San Pietro Vecchio;
- Grosso (Italia), Chiesa di San Ferreolo;
- Ivrea, Cattedrale di Santa Maria, (Duomo), campanili, abside, deambulatorio, cripta, resti del chiostro dei Canonici;
- Ivrea, Torre di Santo Stefano;
- Ivrea, Chiesa di Sant'Ulderico (campanile inglobato nella facciata);
- Ivrea, Cappella dei Tre Re;
- Lugnacco, Chiesa parrocchiale della Purificazione di Maria Vergine;
- Magnano, Chiesa di San Secondo;
- Montanaro, Campanile di Santa Maria d'Isola
- Pecco, chiesa di San Michele;
- Piverone, ruderi di chiesa romanica detta Gesiùn
- Piverone, Campanile di San Pietro in Subloco
- Prascorsano, Chiesa cimiteriale del Carmine;
- Pratiglione, Campanile della chiesa di San Nicolao
- Rocca Canavese, Campanile della chiesa di Sant'Alessio;
- San Benigno Canavese, Abbazia di Fruttuaria, campanile, scavi archeologici;
- San Carlo Canavese, Chiesa di Santa Maria di Spinerano, campanile e abside
- San Maurizio Canavese, Chiesa vecchia del cimitero, chiesa, campanile, numerosi affreschi del XIV e XV secolo (tra cui il ciclo della vita di Cristo di Bartolomeo e Sebastiano Serra;
- San Ponso, Battistero;
- Scarmagno, chiesa di Sant'Eusebio al Masero
- Settimo Vittone, Pieve di San Lorenzo;
- Settimo Vittone, Montestrutto, Chiesetta di San Giacomo;
- Sparone, Rocca di Arduino, Chiesa di Santa Croce;
- Valperga, Campanile della Chiesa di San Giorgio
- Vialfrè, Campanile della cappella cimiteriale di San Pietro
- Viverone, Cella di San Michele

## Galleria d'immagini

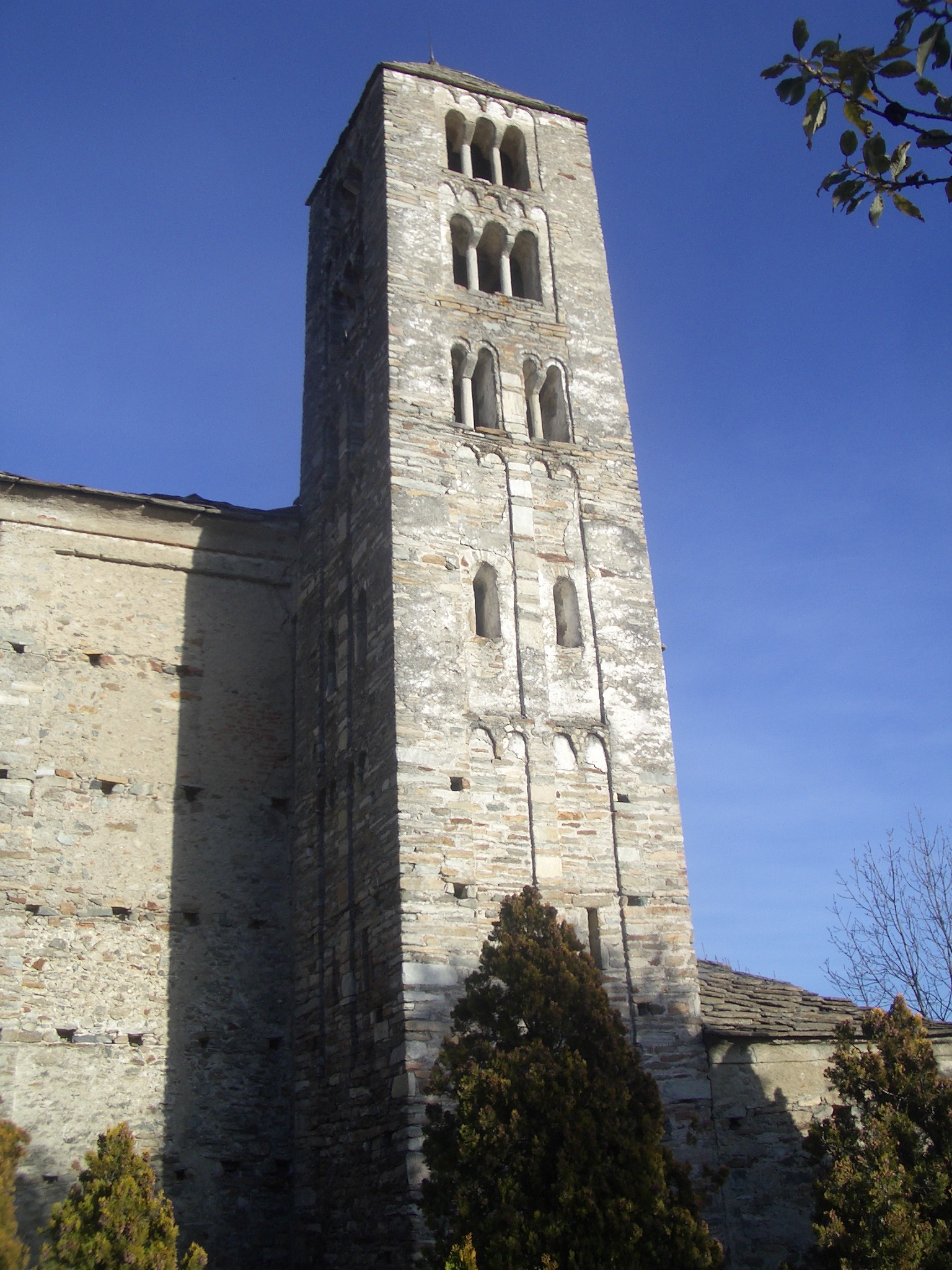
Andrate, Chiesa di Santa Maria, torre campanaria
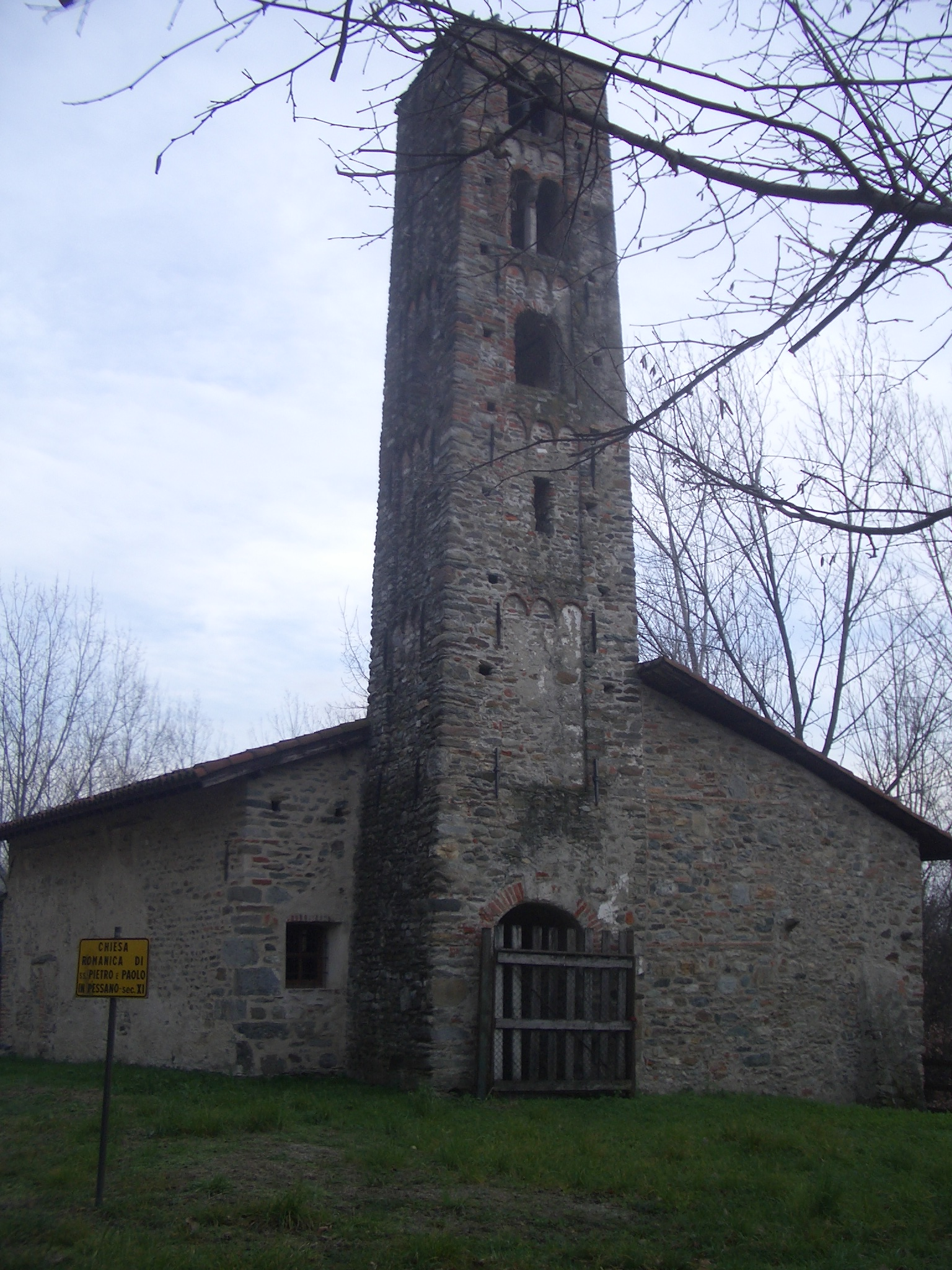
Bollengo, Chiesa Ss. Pietro e Paolo in Pessano
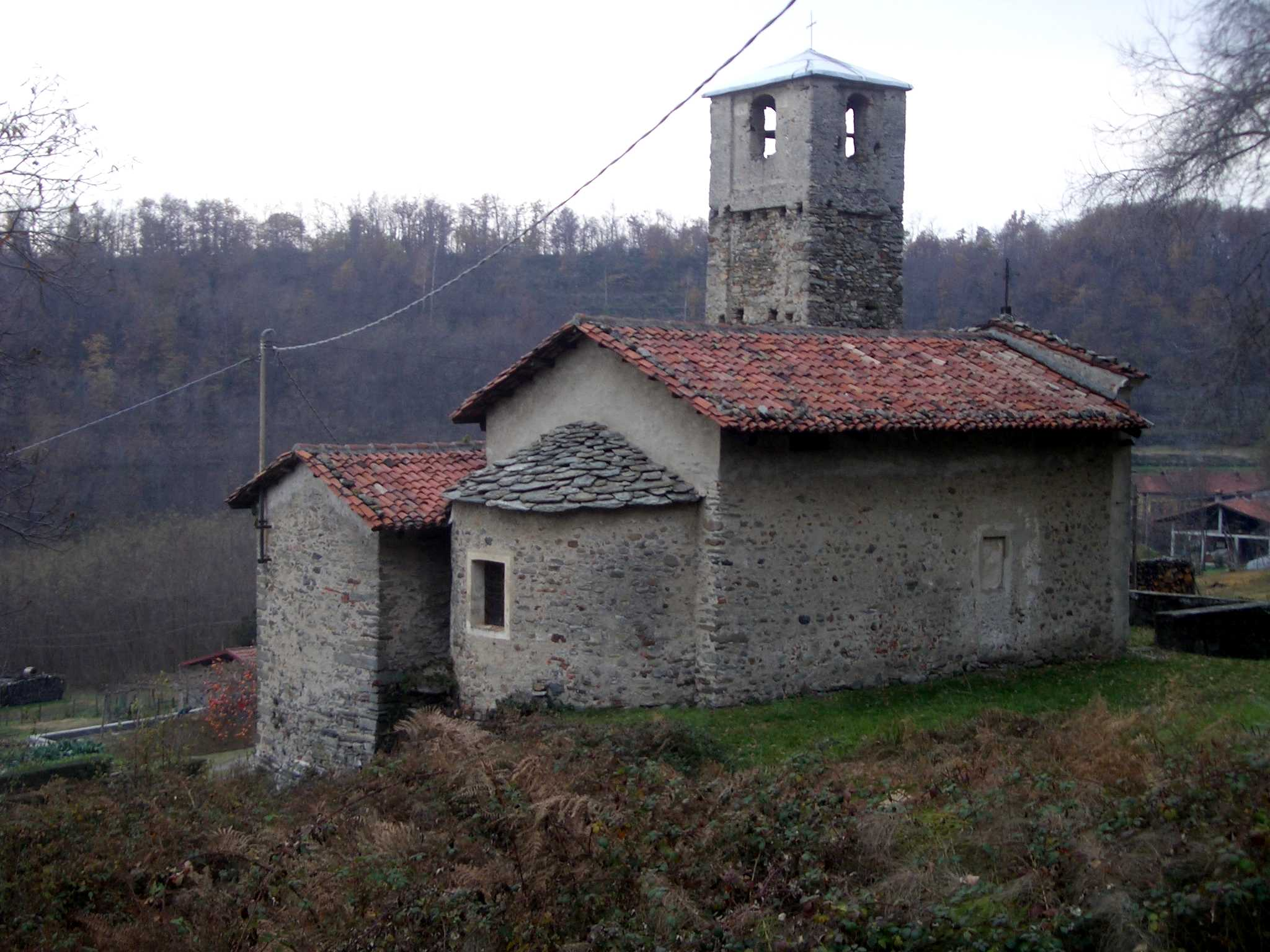
Burolo, Chiesetta di Santa Maddalena
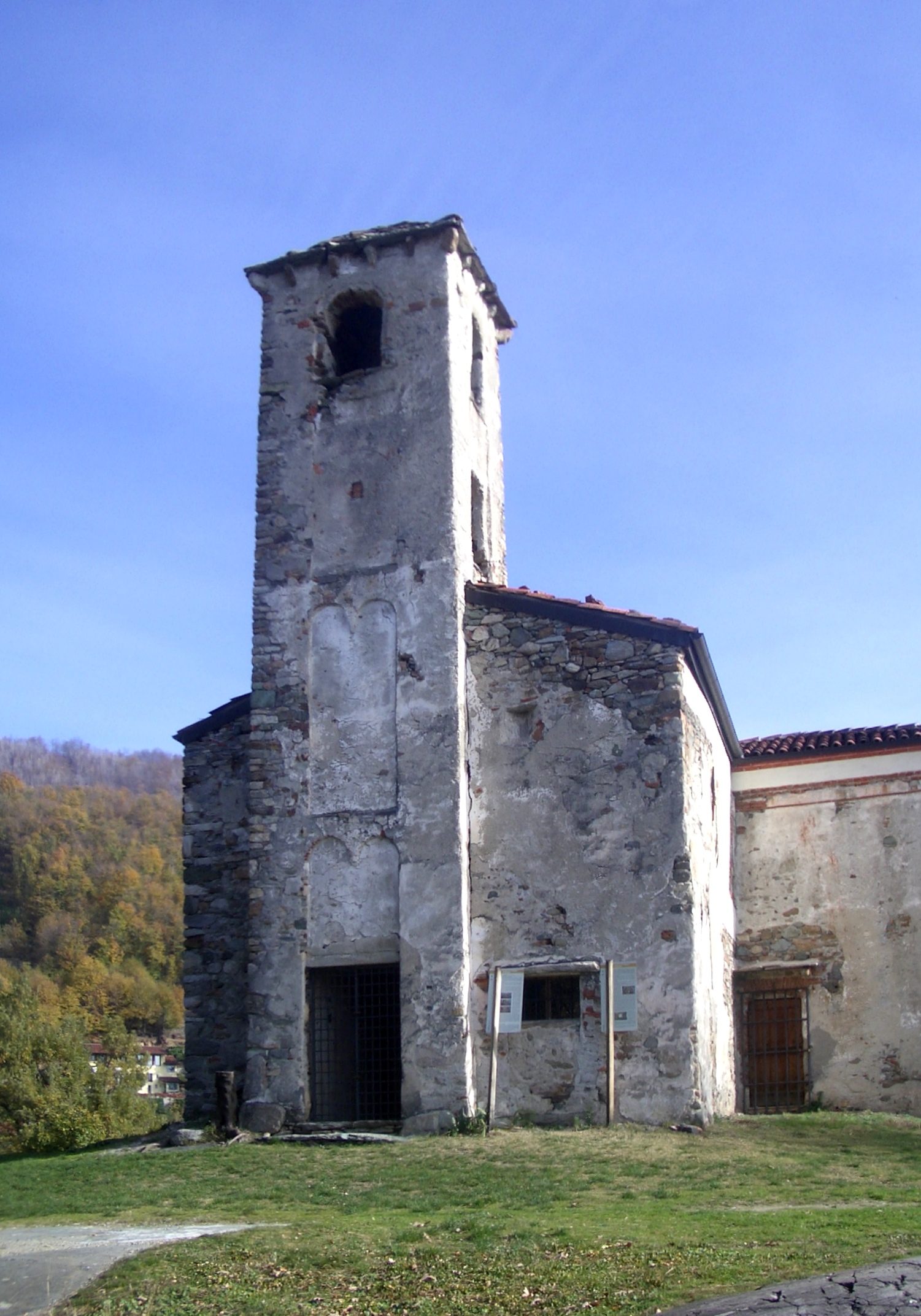
Chiaverano, Chiesa di Santo Stefano in Sessano
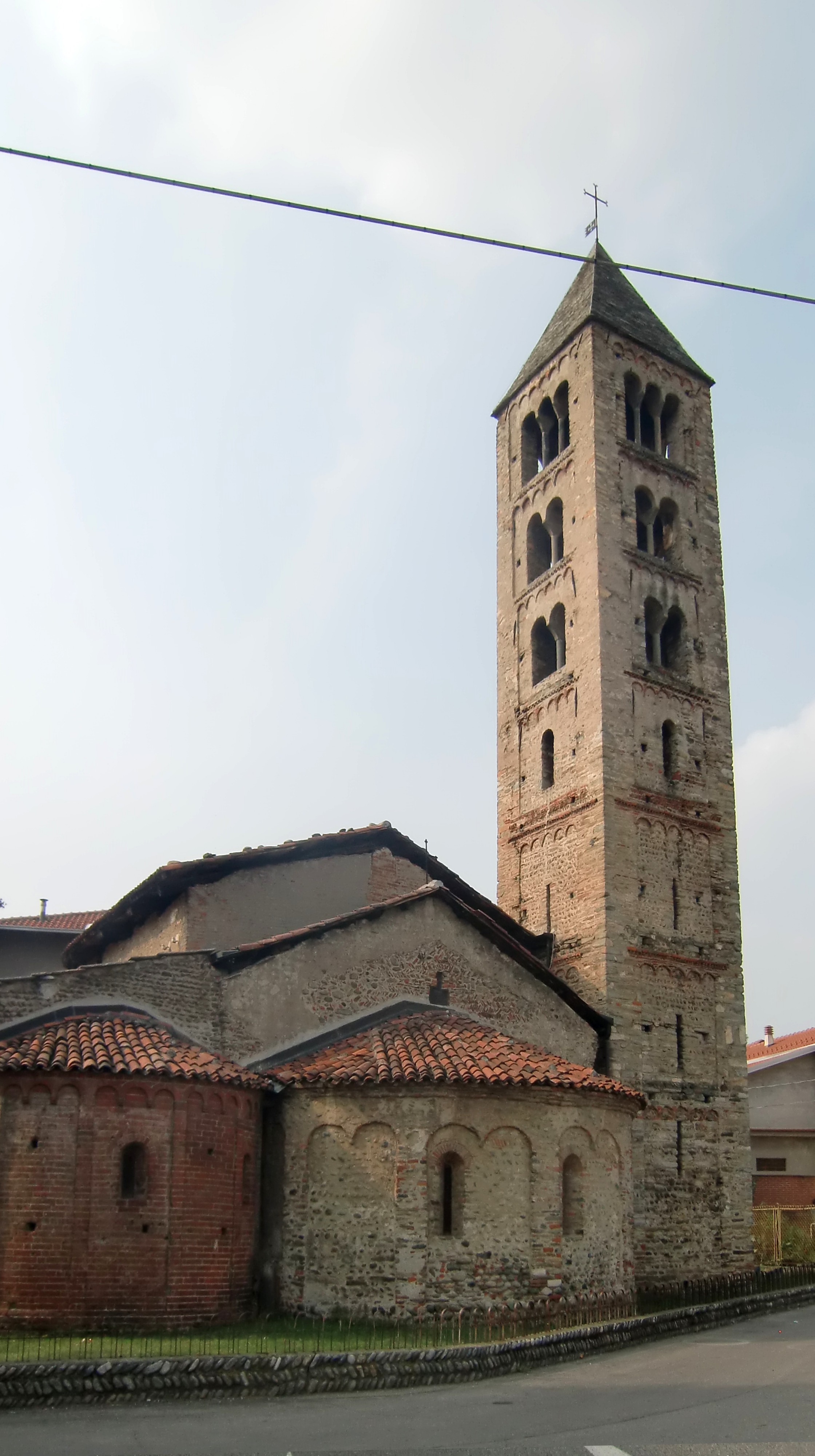
Cirié, Chiesa di San Martino di Liramo
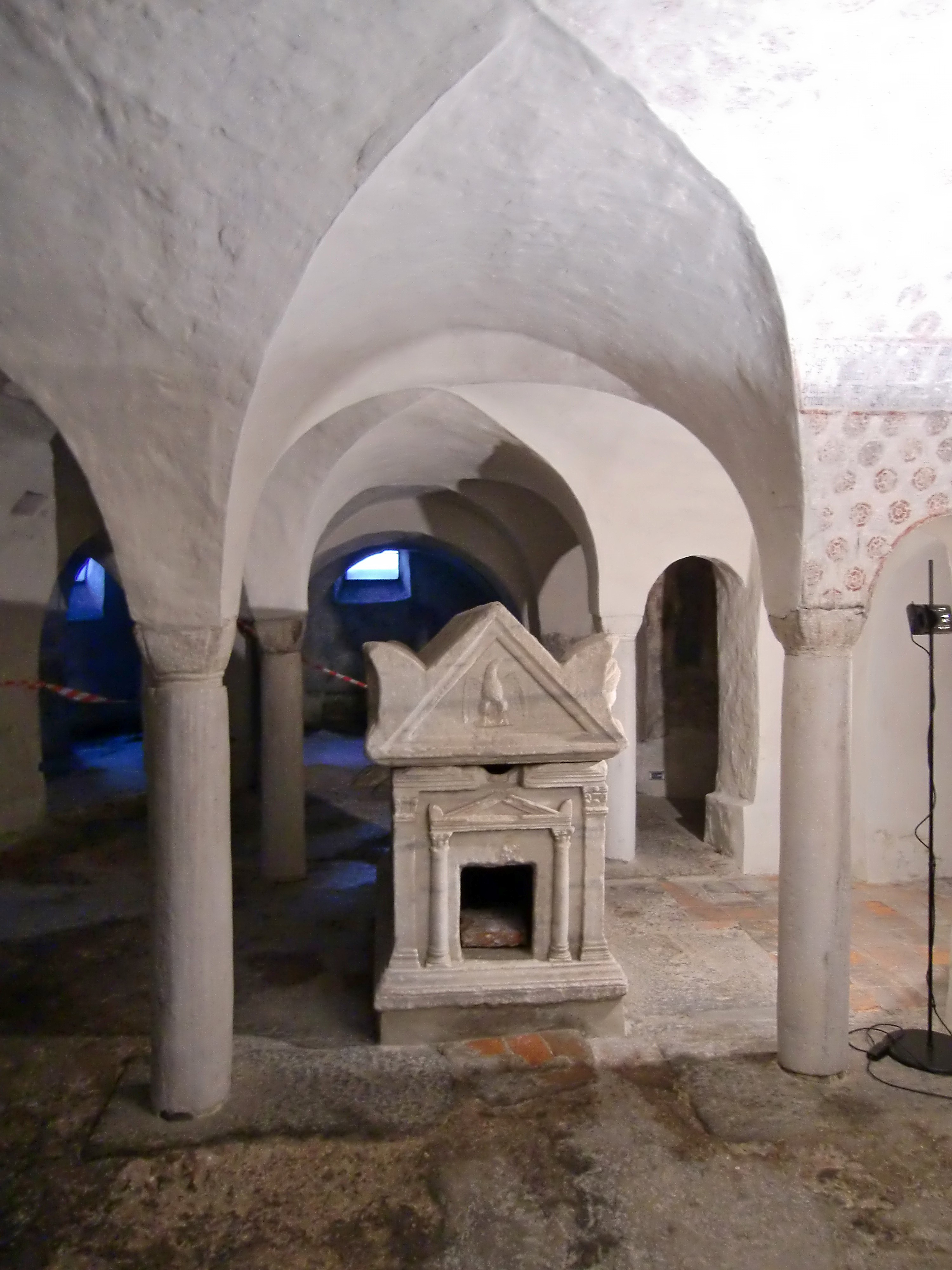
Ivrea, Cripta del Duomo
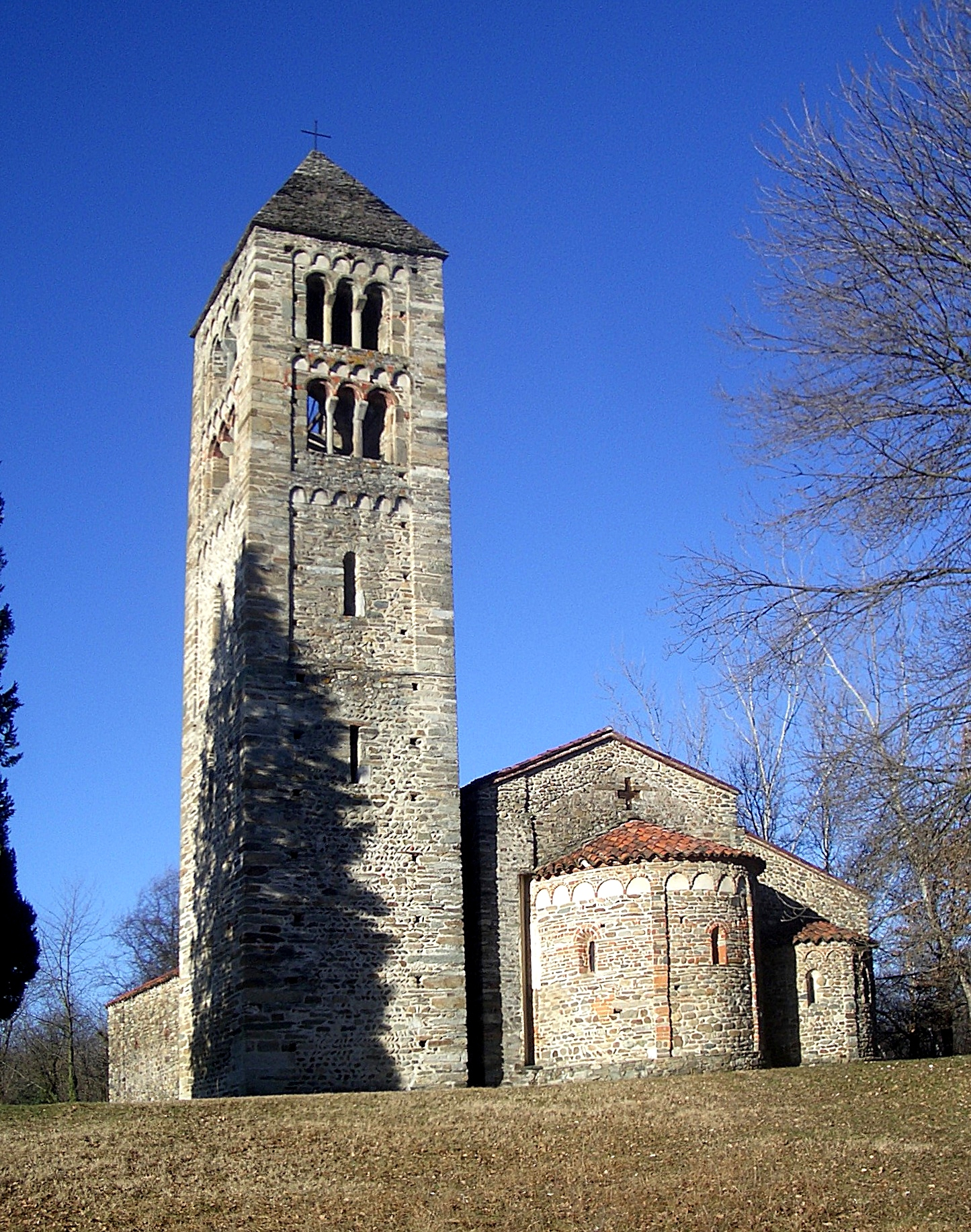
Magnano, Chiesa di San Secondo, campanile e abside
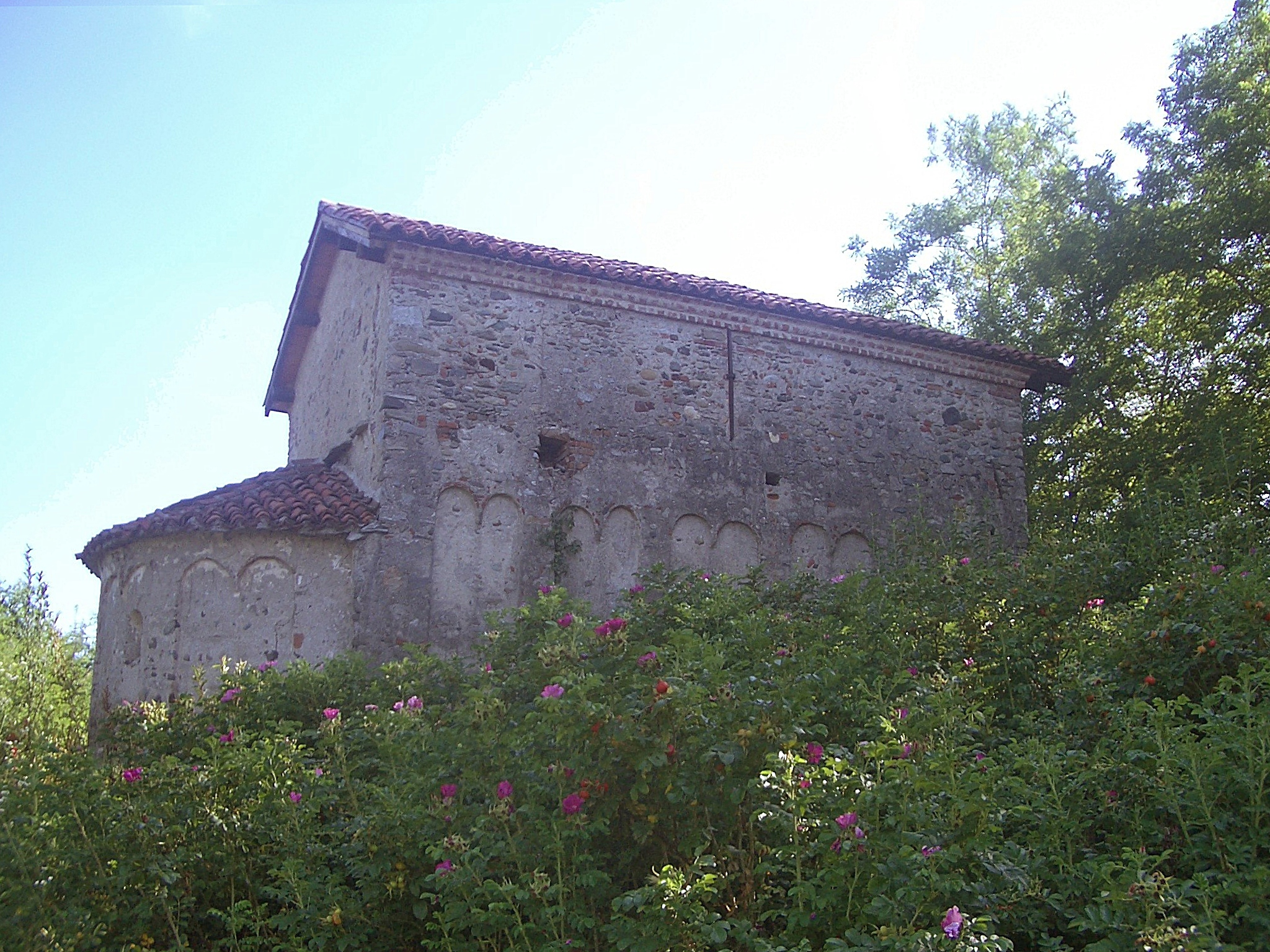
Scarmagno, Chiesa di Sant'Eusebio
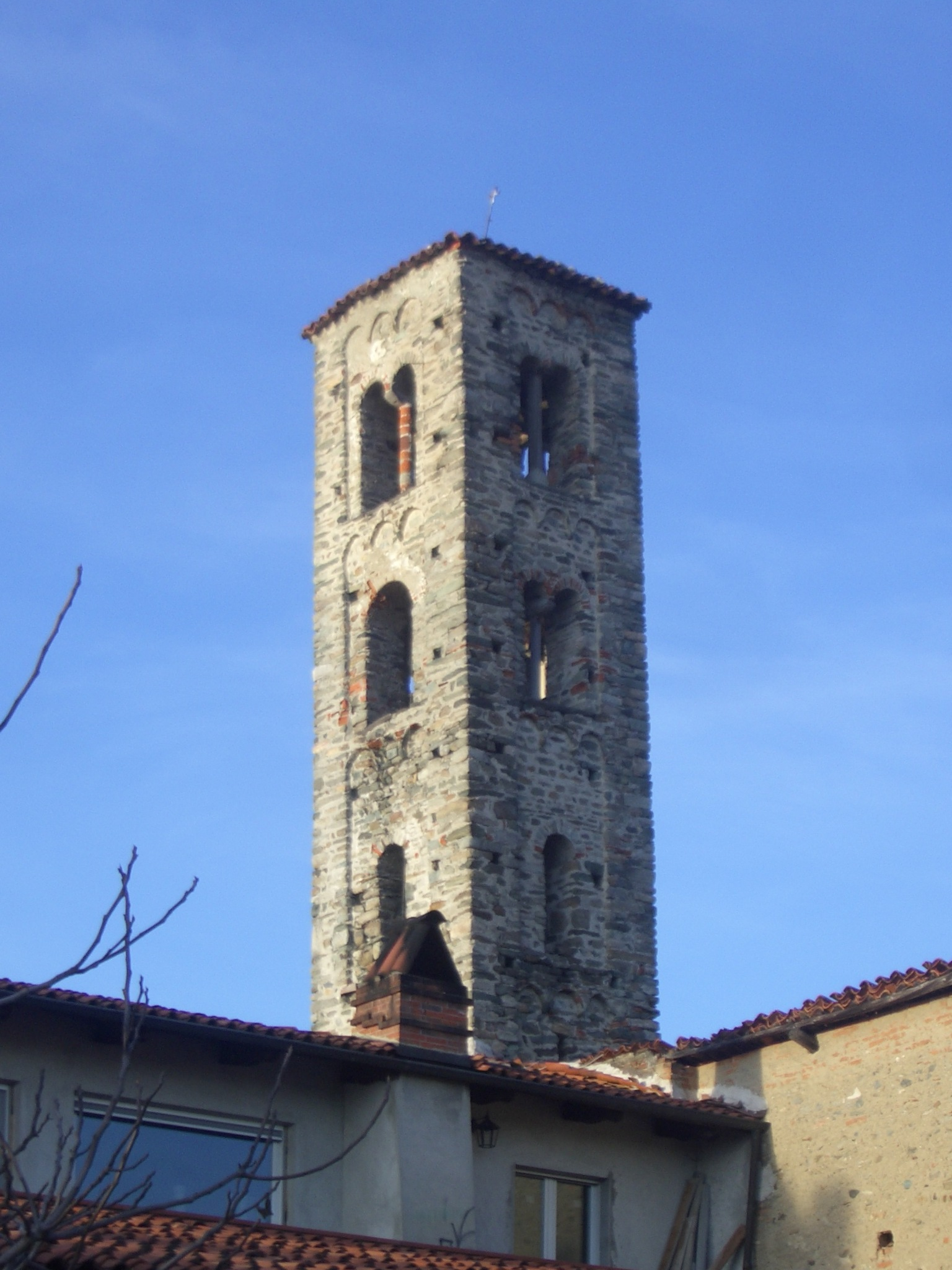
Viverone, Cella di San Michele

## Architetture romaniche ad uso civile
Relativamente scarne sono nel Canavese le testimonianze di strutture architettoniche ad uso civile di epoca romanica, rappresentate per lo più dalle torri di antichi manieri, spesso rimaneggiate nel corso dei secoli. Tra le costruzioni superstiti possono essere citate:
- i ruderi del castello di Cesnola nel comune di Settimo Vittone risalente verosimilmente all'XI secolo;
- la Torre di Castiglione a Candia Canavese,
- la torre lapidea a pianta ottagonale che si affaccia su Piazza della Repubblica a Chivasso, che rappresenta quanto resta dell'antico castello dei Marchesi del Monferrato)
- le torri Tellaria e Ferlanda a Pont Canavese

Tra gli altri edifici civili, più vistosamente rimaneggiati nel tempo, possono essere menzionati: la Torre comunale di Romano Canavese; la Torre Rossa di Bairo; il Gran Mason e la Casa degli Ugoni a Carema.

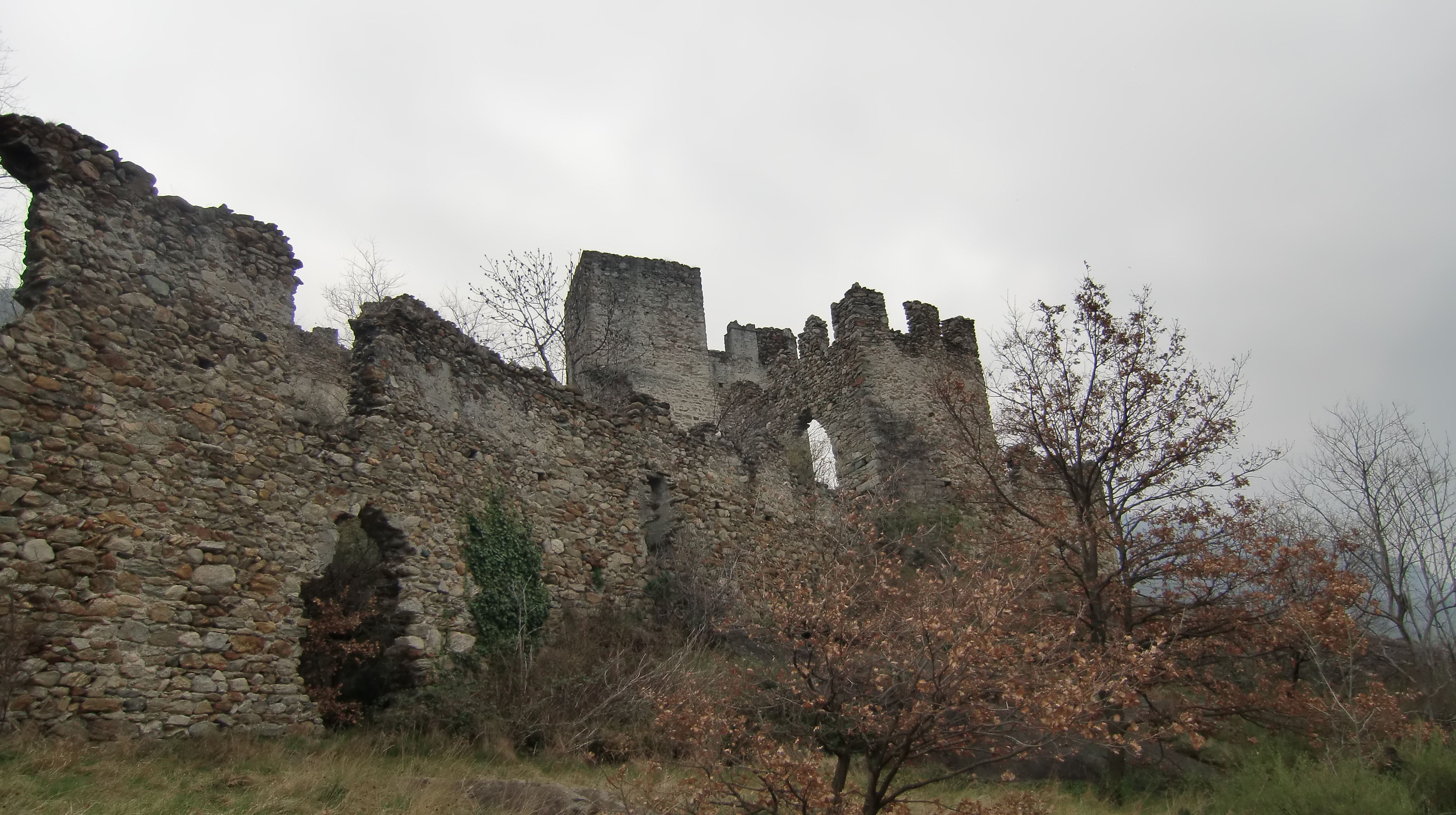
Ruderi del castello di Cesnola, Settimo Vittone
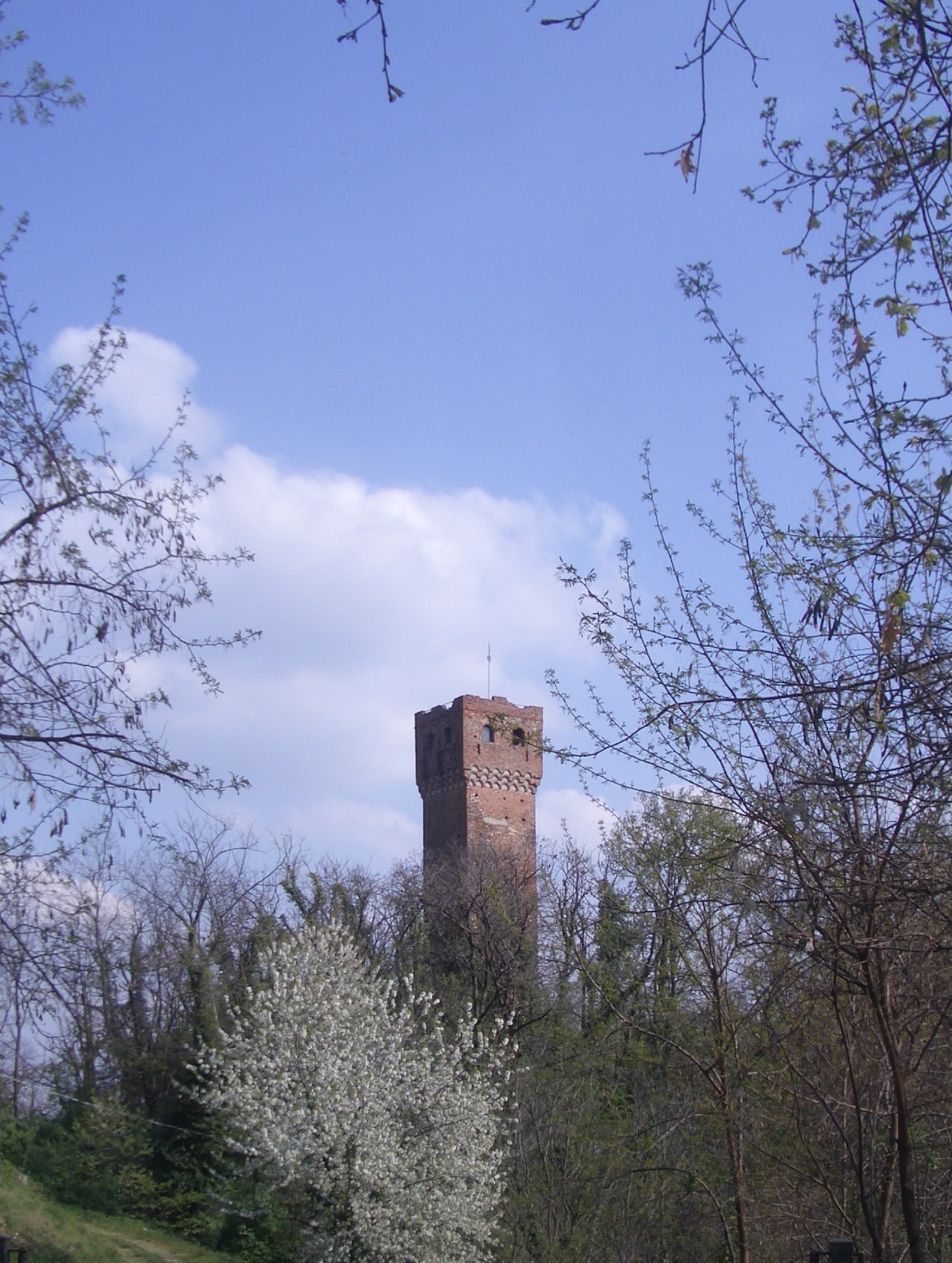
Torre di Castiglione, Candia Canavese
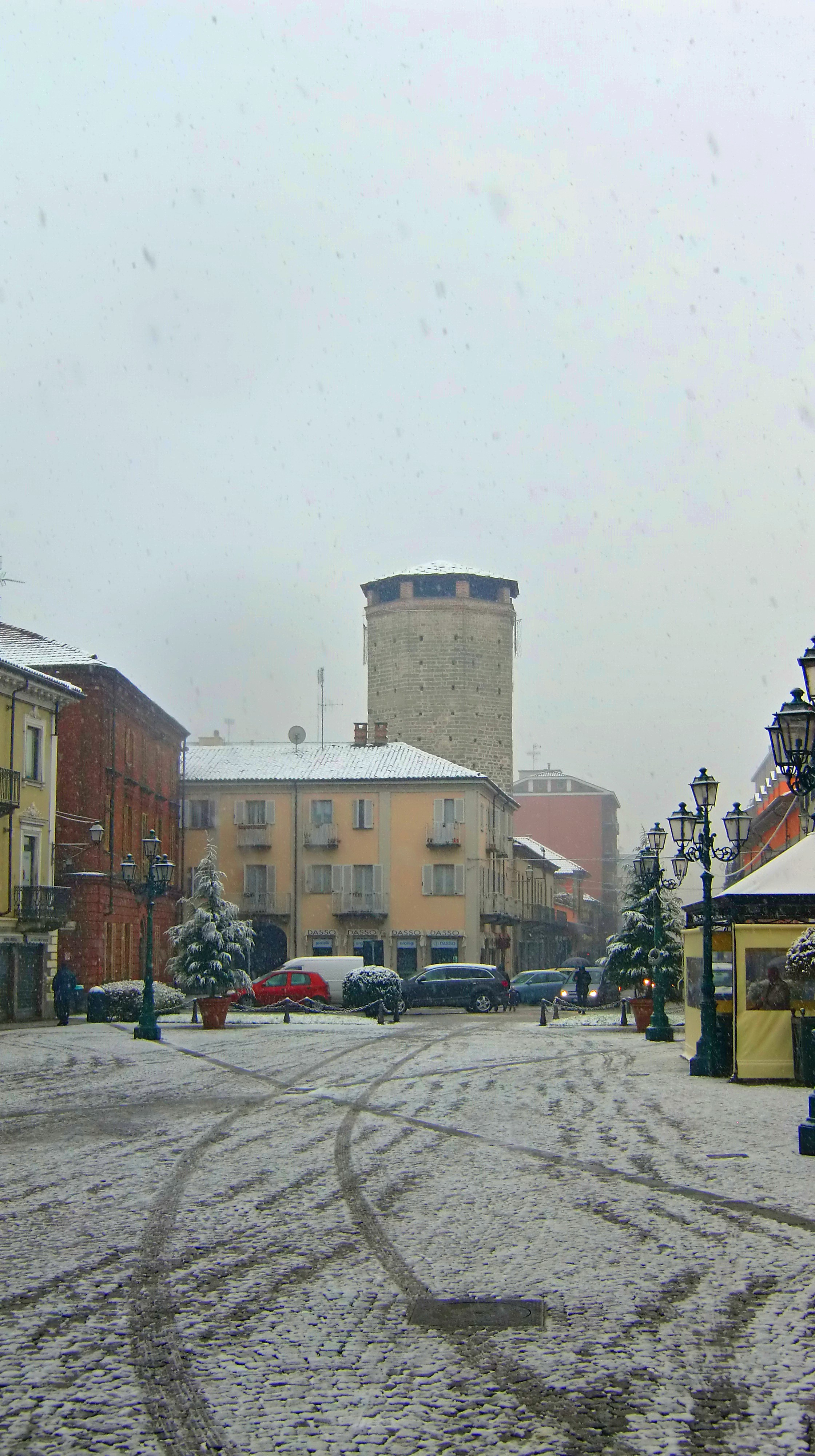
Torre Ottagonale, già appartenente all'antico castello dei Marchesi del Monferrato
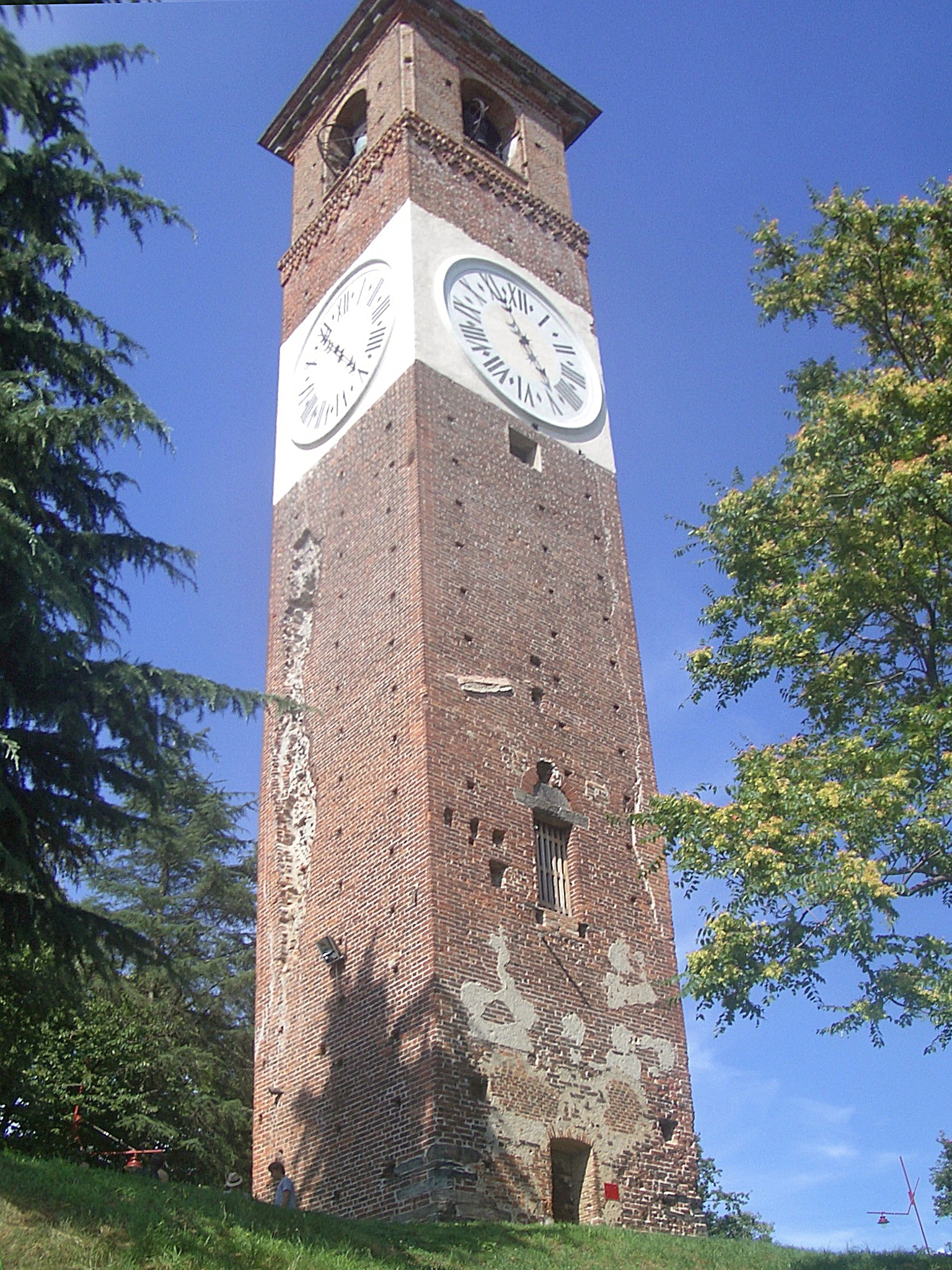
Torre Comunale, Romano Canavese